# Славятинская, Марина Николаевна
Мари́на Никола́евна Славяти́нская (род. 26 октября 1935, Москва) — советский и российский филолог-классик, доцент кафедры классической филологии филологического факультета МГУ, заслуженный преподаватель Московского университета, автор учебников и пособий по древнегреческому языку, координатор Объединения региональных центров греко-латинской лингвокультурологии.

## Биография
Родилась в 1935 году в семье переводчика и литератора Н. А. Славятинского; старшая сестра Наталья родилась десятью годами ранее. В 1953 году Марина поступила на классическое отделение филологического факультета МГУ. Окончила она его в 1958 году — и как раз в том году из Пединститута им. Н. К. Крупской на филфак МГУ перешла А. А. Тахо-Годи, и Славятинская стала первой её аспиранткой на новом месте работы. Вот что об этом пишет Аза Алибековна:
Как только я пришла в Университет, декан филологического факультета Роман Михайлович Самарин тут же предписал мне взять аспирантку, собирающуюся специализироваться по лингвистике. Как я ни отказывалась, но взять пришлось. Марина Николаевна Славятинская была первой моей аспиранткой в Университете, открыв вереницу из нескольких десятков. Как все начинающие ученые, Марина жаждала охватить всё — всё, что можно сказать о развитии прошедшего времени вообще, от Гомера до Византии. Долго пришлось бороться с энтузиазмом неофита, и, в конце концов, остановились только на Гомере (и только imperfectum).
В результате тема кандидатской диссертации была сформулирована следующим образом: «Семантика глагольных основ презенса и аориста в греческом языке древнейшего периода: на материале языка поэм Гомера „Илиада“ и „Одиссея“». После публикации двух научных статей (в 1965 и 1966) диссертация была защищена М. Н. Славятинской в 1969 году; в 1976 году ей было присвоено учёное звание доцента.
На филфаке МГУ М. Н. Славятинская в разное время читала следующие теоретические и практические курсы: древнегреческий язык; латынь; история греческого языка; древнегреческий язык и авторы; методика преподавания классических языков; и др.
В 1988 вышло «Учебное пособие по древнегреческому языку» М. Н. Славятинской, посвящённое культурно-историческим аспектам (древне)греческого языка и фактически представляющее собой научную монографию. В 1993 году увидел свет подготовленный Мариной Николаевной «Учебник древнегреческого языка», который неоднократно переиздавался в последующие десятилетия.
К сфере научных интересов М. Н. Славятинской относятся язык гомеровского эпоса, проблемы лингвокультурного взаимодействия греко-латинского и славянского миров, проблемы общенаучной и специальной терминологии.
Помимо собственно исследовательской и преподавательской деятельности М. Н. Славятинская уделяет большое внимание, во-первых, популяризации античной и, шире, европейской культуры в российской гуманитарной среде и в российском обществе в целом, а также, во-вторых, истории филологической науки, главным образом — советской и российской классической филологии. Так, например, ею были составлены четыре сборника под названием «Двойной портрет», где были представлены статьи современных филологов-классиков об их коллегах-предшественниках и о путях европеизации и деевропеизации России, а также шесть сборников «Греко-латинская лингвокультурология» (по материалам одноимённой научной конференции). С 1998 М. Н. Славятинская является координатором Объединения региональных центров греко-латинской лингвокультурологии, цель которого — сохранение основ европейской цивилизации в России.
В 2011 году М. Н. Славятинской было присвоено звание заслуженного преподавателя Московского университета.

## Избранная библиография
Библиография М. Н. Славятинской до 2005 года опубликована в издании: Стефанос: сб. научных трудов. — М., 2005. — 471 с.; библиография после 2010 года (частично отражены и более ранние работы) — на портале ИСТИНА.

### Диссертация
- Славятинская М. Н. Семантика глагольных основ презенса и аориста в греческом языке древнейшего периода : на материале языка поэм Гомера «Илиада» и «Одиссея»: Дисс. ... канд. филол. наук. — М., 1969. — 454 с.
  - Славятинская М. Н. Семантика глагольных основ презенса и аориста в греческом языке древнейшего периода : на материале языка поэм Гомера «Илиада» и «Одиссея»: Автореферат дисс. ... канд. филол. наук. — М., 1969. — 17 с.

### Учебники и пособия
- Славятинская М. Н. Учебное пособие по древнегреческому языку: Культ.-ист. аспект. — М.: Изд-во МГУ, 1988. — 239 с. — ISBN 5-211-00515-5.

- Учебник древнегреческого языка:
  - Славятинская М. Н. Учебник древнегреческого языка: В 2 ч. — М., 1993. — (Ротапринт.)
  - Славятинская М. Н. Учебник древнегреческого языка: В 2 ч. — М.: Филология, 1996. — (Ч. 1: 397 с; Ч. 1: 365 с.) — ISBN 5-7552-0098-X.
  - Славятинская М. Н. Учебник древнегреческого языка. — 2-е изд., испр. и доп. — М.: Филоматис; Архангельск: ИПП Правда Севера, 2003. — 622 с. — ISBN 5-98111-005-8.
  - Славятинская М. Н. Учебник древнегреческого языка. — 3-е изд., испр. и доп. — М.: ФЛИНТА, 2022. — 732 с. — ISBN 978-5-9765-5027-8.
  - Славятинская М. Н. Учебник древнегреческого языка. — 4-е изд., стер. — М.: ФЛИНТА, 2023. — 728 с. — ISBN 978-5-9765-5027-8.
- Хрестоматия: сборник материалов для изучения древнегреческого языка / Сост. М. Н. Славятинская — М.: Филоматис, 2012. — 350 с. — ISBN 978-5-98111-158-7.

### Коллективные монографии
- Типы наддиалектных форм языка / М. Н. Славятинская, З. Ю. Кумахова, М. А. Кумахов и др. Отв. ред. М. М. Гухман. — М.: Наука, 1981. — 309 с.
- Национальные коды в европейской литературе ХIХ—ХХI веков / Славятинская М. Н., Теперик Т. Ф., Мущинина Л. Н. и др.; отв. ред. Т. А. Шарыпина и др. — Нижний Новгород: Изд-во Нижегородского госуниверситета, 2016. — 682 с. — ISBN 978-5-91326-388-9.
- Парадигмы культурной памяти и константы национальной идентичности: коллективная монография / М. Н. Славятинская, Е. В. Приходько, А. В. Верещагина и др.; отв. ред. Т. А. Шарыпина и др. — Нижний Новгород: Изд-во Нижегородского госуниверситета им. Н. И. Лобачевского, 2020. — 710 с. — ISBN 978-5-91326-564-7.

### Статьи
1960-е — 1970-е
- Славятинская М. Н. К вопросу об употреблении имперфекта у Гомера // Вопросы классической филологии. Вып. 1. — М.: МГУ, 1965. — 218 с.
- Славятинская М. Н. О принципах определения видового значения основ презенса и аориста в гомеровском языке // Вопросы античной литературы и классической филологии: Сб. статей / АН СССР. Ин-т мировой литературы им. А. М. Горького. — М., 1966. — 535 с. — С. 438—451.
- Славятинская М. Н. Заметки о семантике аблаутных глаголов у Гомера // Славянское и балканское языкознание. Вып. 3. Античная балканистика и сравнительная грамматика: Сб. статей. — М.: Наука, 1977. — 392. с. — С. 146—165.

2000-е
- Славятинская М. Н. Словоформа ἦ ‘(он) говорил, сказал’ в тексте Гомера // Индоевропейское языкознание и классическая филология. — 2008, № 12. — С. 394—399. — ISSN 2306-9015.
- Славятинская М. Н. Ещё раз о сигматическом аористе (иллюстрация к типам исследования языка Гомера) // Индоевропейское языкознание и классическая филология. — 2009, № 13. — С. 474—479. — ISSN 2306-9015.

2010-е
- Славятинская М. Н. В плену макрохронной этимологии (об этимологическом, дискурсивном и условном значении общенаучных терминов) // Non multum sed multa. Сборник научных трудов в честь В. Ф. Новодрановой. — М.: Авторская академия, 2010. — 568 с. — С. 411—415. — ISBN 978-5-91902-004-2.
- Славятинская М. Н. Стереотипность, традиция и творчество (еще раз о языке Гомера) // Язык. Закономерности развития и функционирования: Сборник к юбилею Н. Н. Семенюк. — М., 2010. — 354 с. — С. 196—213. — ISBN 978-5-902948-80-3.
- Славятинская М. Н. Типы социальной оценки локальных форм языка (русский — греческий) // Слово и текст в культурном сознании эпохи. Ч. 4: Материалы Всероссийской научной конференции «Слово и текст в культурном сознании эпохи», Вологда, 21-23 сентября 2010 года]. — Вологда: Легия, 2010. — 350 с. — С. 186—193. — ISBN 978-5-89791-076-2.
- Славятинская М. Н. Ситуативная вариативность языка // Актуальные проблемы филологии: античная культура и славянский мир: Сб. науч. ст. / Белорусский государственный университет; отв. ред. Г. И. Шевченко. — Минск: РИВШ, 2011. — 280 с. — С. 170—182.
- Славятинская М. Н. Влияние греческого языка на русскую фонетику // IV Всероссийская научно-методическая конференция «Слово и текст в культурном сознании эпохи». Вологда, 8—9 ноября 2012 года. — Вологда: Легия, 2012. — 311 с. — С. 60—66. — ISBN 978-5-89791-103-5.
- Славятинская М. Н. Современные социальные функции греко-латинской словесности // Вестник Нижегородского университета им. Н. И. Лобачевского. — Т. 1, № 2, 2012. — С. 241—244. — ISSN 1811-5942.
- Славятинская М. Н. Избыточная вариативность как главная характеристика древнегреческого языка // Современные методы сравнительно-исторических исследований: Материалы VIII Международной научной конференции по сравнительно-историческому языкознанию: Москва, филологический факультет МГУ имени М. В. Ломоносова, 25—27 сентября 2013 г. / Ред. В. А. Кочергина. — М.: МАКС Пресс, 2013. — 340 с. — С. 279—286.
- Славятинская М. Н. Методы современной лингвистики и анализ древнегреческого текста (Гомер) // ΣΥΜΠΟΣΙΟΝ: к 90-летию со дня рождения Азы Алибековны Тахо-Годи / Отв. ред., сост. Е. А. Тахо-Годи. — М.: Водолей, 2013. — 407 с. — С. 50—65. — ISBN 978-5-91763-182-0.
- Славятинская М. Н. Текст и «затекст» (дискурсивные заметки о языке комедий Аристофана) // Индоевропейское языкознание и классическая филология. — 2014, № 18. — С. 868—880. — ISSN 2306-9015.
- Славятинская М. Н. Типы русско-греческих отношений на Руси / в России // Двойной портрет — IV: константы русской культуры: классический греческий язык и эллинский мир; эллинисты: языковеды и педагоги: Сб. статей / Сост. М. Н. Славятинская, отв. ред. Н. М. Йова. — М.: Филоматис, 2014. — 379 с. — С. 173—192. — ISBN 978-5-98111-179-2.
- Славятинская М. Н. Кривда и правда о латинском языке // Язык медицины. Вып. 5. — Самара, 2015. — 495 с. — С. 260—265. — ISBN 978-5-9904839-2-7.
- Славятинская М. Н. Первые впечатления о Николае Алексеевиче Фёдорове // Ars docendi. Искусство научить. К 90-летию латиниста Н. А. Фёдорова / Сост. Е. С. Фёдорова. — М.: Изд-во ПСТГУ, 2015. — 472 с. — С. 210—214. — ISBN 978-5-7429-1016-9.
- Славятинская М. Н. Язык Гомера и современная лингвистика (некоторые наблюдения) // Индоевропейское языкознание и классическая филология. — 2015, № 19. — С. 845—864. — ISSN 2306-9015.
- Славятинская М. Н. Русско-европейское «Слово» в современной России // Национальные коды в европейской литературе ХIХ—ХХI веков / Славятинская М. Н., Теперик Т. Ф., Мущинина Л. Н. и др.; отв. ред. Т. А. Шарыпина и др. — Нижний Новгород: Изд-во Нижегородского госуниверситета, 2016. — 682 с. — С. 7—19. — ISBN 978-5-91326-388-9.
- Славятинская М. Н. Слово о счастливом человеке: Елена Васильевна Федорова (24.08.1927 — 18.05.2015) // Труды кафедры древних языков. Вып. IV / Отв. ред. А. В. Подосинов. — М.: Индрик, 2016. — 336 с. — (Труды исторического факультета МГУ: Вып. 83; Сер. III. Instrumenta studiorum: 27). — С. 315—331. — ISBN 978-5-91674-404-0.
- Славятинская М. Н. Древнегреческий язык ΙΙΙ в. до н. э. (функциональный анализ) // Литература и культура эллинизма. Сборник статей по материалам конференции памяти В. П. Завьяловой (Москва, 14—15 ноября 2016 года) / Сост. Я. Л. Забудская, В. В. Муханова. — М.: Изд-во МГУ, 2017. — 160 с. — С. 72—78. — ISBN 978-5-19-011234-4.
- Славятинская М. Н. О «скрытой» семантике в языке Гомера // Проблемы ближней и дальней реконструкции. Материалы IX Международной научной конференции по сравнительно-историческому языкознанию, посвященной 90-летию со дня рождения профессора Олега Сергеевича Широкова (1927—1997) / Отв. ред. В. К. Казарян. — М.: МЦНМО, 2017. — 366 с. — С. 8—10. — ISBN 978-5-4439-2601-8.
- Славятинская М. Н. Вспоминая Вадима Цымбурского: начало пути в науку // ΣΠΟΥΔΑΙΑ ΠΡΟΒΛΗΜΑΤΑ: сборник материалов научно-практической конференции, 30 января — 1 февраля 2017 года / Сост. М. Н. Славятинская. — М.: Изд-во «ДПК Пресс», 2018. — 279 с. — С. 46—50. — («Греко-латинская лингвокультурология — II»). — ISBN 978-5-91976-109-9.
- Славятинская М. Н. Междометия в звуковом облике древнегреческого языка[8] // ΣΠΟΥΔΑΙΑ ΠΡΟΒΛΗΜΑΤΑ: сборник материалов научно-практической конференции, 30 января — 1 февраля 2017 года / Сост. М. Н. Славятинская. — М.: Изд-во «ДПК Пресс», 2018. — 279 с. — С. 156—169. — («Греко-латинская лингвокультурология — II»). — ISBN 978-5-91976-109-9.
- Славятинская М. Н. О термине «риторика» // Национальные коды европейской литературы в диахроническом аспекте: античность — современность: Коллективная монография / Отв. ред. Т. А. Шарыпина и др. — Нижний Новгород: ДЕКОМ, 2018. — 626 с. — С. 10—17. — ISBN 978-5-89533-398-3.
- Акилов И. В., Славятинская М. Н. Кресил / Кресилай — имя скульптора в отечественном языкознании // Декоративное искусство и предметно-пространственная среда. Вестник МГХПА. — 2019, № 1/1. — C. 119—127. — ISSN 1997-4663.
- Славятинская М. Н. О диахронном языковом самосознании (полистабильность и моновариативность) // Современное состояние индоевропейского языкознания и санскритологии. Материалы научной конференции, посвященной памяти заслуженного профессора Московского государственного университета имени М. В. Ломоносова Веры Александровны Кочергиной (1924—2018). — М.: МЦНМО, 2019. — С. 297—309.
- Славятинская М. Н. Словари как хранители истории культуры и её сокровенных смыслов[8] // Россия и Греция: диалоги культур. Материалы IV Международной конференции. — Т. 3. — Петрозаводск: Петрозаводский государственный университет, 2019. — С. 132—138.

2020-е
- Славятинская М. Н. А где же греческий? (К проблеме интеллектуальной глобализации) // Філалагічныя штудыі = Studia philologica: зб. навук. арт. — Т. 9. — Мінск: БДУ, 2020. — С. 163—174.
- Славятинская М. Н. Всестороннее фундаментальное образование в России: проблемы и решения // Парадигмы культурной памяти и константы национальной идентичности: коллективная монография / Отв. ред. Т. А. Шарыпина и др. — Нижний Новгород: Изд-во Нижегородского госуниверситета им. Н. И. Лобачевского, 2020. — 710 с. — С. 17—24. — ISBN 978-5-91326-564-7.
- Славятинская М. Н. Личность — ΠΑΙΔΕΙΑ — творчество — образование[8] // Homo omnium horarum. Сборник статей в честь 70-летия А. В. Подосинова / Под. ред. А. В. Белоусова, Е. В. Илюшечкиной. — М.: Университет Дмитрия Пожарского, 2020. — 759 с. — С. 507—515. — ISBN 978-5-91244-265-0.
- Славятинская М. Н. О глобализации, антропоцентризме и образовании // Осенние коммуникативные чтения — 2018: Сб. трудов международной конференции (Москва, 29—30 ноября 2018 года). — Т. 1. — М.: КноРус, 2020. — 236 с. — С. 40—45. — ISBN 978-5-4365-4632-2.
- Славятинская М. Н. Памяти учителя и коллеги // И. М. Нахов: известный и неизвестный: научные труды и литературное творчество: к 100-летию со дня рождения / Сост. М. Н. Славятинская, Н. М. Йова. — М.: ДПК, 2020. — 611 с. — С. 19—22. —ISBN 978-5-91976-201-0.
- Славятинская М. Н. Подумаем вместе (о современных учебниках латинского языка) // Россия и Греция: диалог культур: Материалы V Международной конференции. Сб. науч. статей / Отв. ред. Е. П. Литинская. — Ч. 4. — Петрозаводск: Петрозаводский государственный университет, 2020. — 220 с. — С. 170—181. — ISBN 978-5-8021-3637-9.
- Славятинская М. Н. Вместо предисловия: возвращеие (ἐπιστροφή) к пантохронным языкам европейской цивилизации // Античные контексты: дисциплинарные и междисциплинарные стратегии: Коллективная монография / Отв. ред. Т. А. Шарыпина и др. — Нижний Новгород: Изд-во Нижегородского госуниверситета им. Н. И. Лобачевского, 2021. — 438 с. — С. 11—19. — ISBN 978-5-91326-684-2.
- Славятинская М. Н. Диахронные заметки о медицинской лексике // Концпетуально-терминологическое пространство медицинского знания: Сборник материалов Всероссийской научно-методической конференции, посвященной 50-летию кафедры латинского языка и основ терминологии МГМСУ им. А. И. Евдокимова (Москва, 28—29 января 2021 г.) / Отв. ред. В. Ф. Новодранова. — М.: Клио, 2021. — 300 с. — С. 222—232. — ISBN 978-5-906518-46-0.
- Славятинская М. Н. Сотворение языка (заметки о языке геополитических сочинений Вадима Леонидовича Цымбурского) // Россия и Греция: диалог культур: Материалы VI Международной конференции. Сб. науч. статей / Отв. ред. Е. П. Литинская. — Петрозаводск: Петрозаводский государственный университет, 2022. — 163 с. — С. 146—151. — ISBN 978-5-8021-4016-1.
- Славятинская М. Н. О единении учёных-эллинистов // Язык и культура. Сборник статей XXIII Международной научной конференции (Томск, 25—27 октября 2022 г.) / Отв. ред. С. К. Гураль. — Томск: Изд-во Томского ун-та, 2022. — 344 с. — С. 107—110. — ISBN 978-5-907572-47-8.
- Славятинская М. Н. Николай Андреевич Славятинский: литератор, поэт, мастер перевода // Язык и культура. Сборник статей XXIII Международной конференции (16—17 ноября 2023 г.) / Отв. ред. С. К. Гураль. — Томск : Изд-во Томского ун-та, 2024. — 284 с. — С. 79—83. — ISBN 978-5-907722-64-4.

### Составление сборников
- Интеллектуальное образование и греко-латинская словесность в России (1995—2010) / Сост. М. Н. Славятинская, Н. М. Йова. — М.: Лабиринт, 2010. — 199 с. — 978-5-87604-186-9.

- Серия сборников «Двойной портрет»:
  - Двойной портрет: филологи-классики о филологах-классиках: Сб.статей / Сост. М. Н. Славятинская, отв. ред. Н. М. Йова. — М.: МГХПА им. С. Г. Строганова, 2011. — 192 стр.
  - Двойной портрет — II: филологи-классики о филологах-классиках: Сб.статей / Сост. М. Н. Славятинская, отв. ред. Н. М. Йова. — М.: 4LooK, 2012. — 244 c.
  - Двойной портрет — III: филологи-античники о европеизации и деевропеизации России: Сб. ст. / Сост. М. Н. Славятинская., отв. ред. Н. М. Йова. — М., 2013. — 427 c.
  - Двойной портрет — IV: константы русской культуры: классический греческий язык и эллинский мир; эллинисты: языковеды и педагоги: Сб. статей / Сост. М. Н. Славятинская, отв. ред. Н. М. Йова. — М.: Филоматис, 2014. — 379 с. — ISBN 978-5-98111-179-2.
- Серия сборников «Греко-латинская лингвокультурология»:
  - Риторика: теория, история, практика: сборник материалов научно-практической конференции «Риторика: теория и практика», 8-10 февраля 2016 год / Сост.: М. Н. Славятинская; отв. ред. А. И. Солопов. — Изд. 2-е, испр. и доп. — М., 2018. — 395 с. — («Греко-латинская лингвокультурология»).
  - ΣΠΟΥΔΑΙΑ ΠΡΟΒΛΗΜΑΤΑ: сборник материалов научно-практической конференции, 30 января — 1 февраля 2017 года / Сост. М. Н. Славятинская. — М.: Изд-во «ДПК Пресс», 2018. — 279 с. — («Греко-латинская лингвокультурология — II»). — ISBN 978-5-91976-109-9.
  - Наши корни. 25 — 20 − 10 = Наши корни: сборник материалов научно-практической конференции, 29 января — 31 января 2019 года / Сост. М. Н. Славятинская. — М.: Изд-во «ДПК Пресс» Пресс, 2020. — 391 с. — («Греко-латинская лингвокультурология — IV»). — ISBN 978-5-91976-145-7.
- И. М. Нахов: известный и неизвестный: научные труды и литературное творчество: к 100-летию со дня рождения / Сост. М. Н. Славятинская, Н. М. Йова. — М.: Изд-во «ДПК Пресс», 2020. — 611 с. — ISBN 978-5-91976-201-0.
- ГОРИЗОНТЫ: Сборник предметно-проблемных указателей и оглавлений в научных трудах отечественных филологов / Сост. М. Н. Славятинская, под ред. А. И. Солопова, М. Н. Славятинской, Т. Г. Давыдова. — М.: Изд-во «ДПК Пресс», 2023. — 400 c. — ISBN 978-5-91976-262-1.